# 모토로라 모토 360
모토로라 모토 360(Motorola Moto 360)는 모토로라 모빌리티에서 제조/판매하는 안드로이드 웨어 스마트워치다.
2014년 3월 19일 구글의 안드로이드 웨어를 공개하는 자리에서 LG G와치와 함께 운영체제를 사용하는 첫번째 기계로 소개되었으며, 2014년 9월 4일 출시되었다.

## 외형 및 방수/방진
전면에는 강화유리 고릴라 글래스 3를 탑재하여 스크래치에 대비하였다.
방수/방진 수준에 대해서는 IP67 수준의 방수, 방진을 지원한다 (먼지로부터 완벽하게 보호되며, 물은 1.0m 이내의 수심에서 30분을 견딜 수 있다).

### 색상
본 문서의 이해를 돕기 위한 비자유 그림이 있습니다. 
링크의 파일을 직접 올려 주세요
- 스테인리스강으로 둘러싸인 금속의 원색 또는 검은색 (공통) - 시계줄 교체가능
  - 메탈 시계줄 (검정 색상)
  - 가죽 시계줄 (회색 색상)

## 성능

### 하드웨어와 디자인
모토360은 기본적으로 원형의 시계고유 디자인을 표방하였다. 표준 무선충전인 QI (wireless Qi)으로 충전을 지원하며, 심박수 측정 센서 및 전면 디스플레이 주위에 여러 가지 센서들을 탑재하고 있다.

## 호환 제품
- 안드로이드 웨어 운영체제를 사용하여 웨어 디바이스와 연동이 가능하다.[4]

## 같이 보기
- 스마트워치
- 착용 컴퓨터